# Dasyvalgus ichangicus
Dasyvalgus ichangicus är en skalbaggsart som beskrevs av Moser 1915. Dasyvalgus ichangicus ingår i släktet Dasyvalgus och familjen Cetoniidae. Inga underarter finns listade i Catalogue of Life.